# Akademie der Naturwissenschaften Schweiz
Die Akademie der Naturwissenschaften Schweiz (SCNAT) ist eine unabhängige Netzwerkorganisation im Bereich Bildung, Forschung und Innovation. Sie stärkt das öffentliche Bewusstsein für die Naturwissenschaften und unterstützt Politik, Verwaltung und Wirtschaft mit Fachwissen. Die rund 35'000 Experten des SCNAT-Netzwerkes setzen sich vorwiegend in Milizarbeit für eine nachhaltige Gesellschaft und Wissenschaft ein.

## Organisation
Verschiedene Plattformen und ihre Fachgremien bearbeiten gesellschaftlich und wissenschaftspolitisch wichtige Themen. Die Plattform «Wissenschaft und Politik» widmet sich dringenden gesellschaftlichen Herausforderungen wie dem Klimawandel oder dem Verlust der Biodiversität. Sie versteht sich als Drehscheibe für einen lösungsorientierten Dialog zwischen Wissenschaft, Politik, Verwaltung, Wirtschaft und Gesellschaft.
Die Plattformen «Biologie», «Chemie», «Geowissenschaften» und «Mathematik, Astronomie und Physik» vereinen die Fachgesellschaften dieser Disziplinen unter ihrem Dach, die Plattform «Naturwissenschaften und Region» die kantonalen und regionalen Naturforschenden Gesellschaften. Fachgesellschaften und Naturforschende Gesellschaften sind Mitglieder der SCNAT.

## Im Verbund der Akademien der Wissenschaften Schweiz
Die SCNAT gehört zusammen mit der Akademie der Geistes- und Sozialwissenschaften (SAGW), der Akademie der Medizinischen Wissenschaften (SAMW) und der Akademie der Technischen Wissenschaften (SATW) zum Verbund der Akademien der Wissenschaften Schweiz (a+).

## Aufgaben und Ziele

### Förderung einer soliden Wissenschaft
Die SCNAT setzt sich für ein leistungsfähiges Schweizer Wissenschaftssystem ein, das im Dienst der Gesellschaft steht. Sie stärkt den Austausch zwischen den wissenschaftlichen Akteuren. Des Weiteren schärft sie das Bewusstsein für die ethische Verantwortung der Wissenschaft und erstellt Leitlinien für die wissenschaftliche Arbeit und deren Nutzung. Die SCNAT setzt sich deshalb für die inter- und transdisziplinäre Zusammenarbeit ein und stärkt den Austausch zwischen den wissenschaftlichen Akteuren. Sie fördert die Weiterentwicklung der transdisziplinären Forschung.

#### Wissenschaftskultur
Die SCNAT setzt sich für Rahmenbedingungen ein, die Wissenschaftlern ein kreatives und effizientes Arbeiten ermöglichen und dem akademischen Nachwuchs gute Karrieremöglichkeiten bieten. Sie schärft das Bewusstsein für die ethische Verantwortung der Wissenschaft und erstellt Leitlinien für die wissenschaftliche Arbeit und deren Nutzung.

#### Beurteilung wissenschaftlicher Leistungen
Die SCNAT macht sich für eine differenziertere Beurteilung wissenschaftlicher Leistungen stark, die über die heutigen quantitativen Messgrössen hinausgeht. Sie unterstützt die Einführung ergänzender qualitativer und gesellschaftsrelevanter Kriterien. Als wichtiges Bewertungskriterium erachtet sie insbesondere das Engagement für den Dialog mit der Gesellschaft.

#### Offene und transparente Wissenschaft
Die SCNAT begrüsst Bestrebungen, wissenschaftliche Daten, Methoden, Resultate und Publikationen frei zugänglich zu machen (Open Science). Sie setzt sich dafür ein, dass Forschungsresultate für die Öffentlichkeit verständlich aufbereitet werden. Ihre eigenen Publikationen sind uneingeschränkt verfügbar. Die SCNAT unterstützt zudem Initiativen, der Bevölkerung Einblicke in die Erarbeitung wissenschaftlicher Ergebnisse zu geben oder selbst daran mitzuwirken.

#### Nachwuchsförderung
Die SCNAT fördert junge Naturwissenschaftler auf ihrer akademischen Laufbahn. Sie sensibilisiert diese für die Anliegen einer guten Wissenschaftskultur und motiviert sie für inter- und transdisziplinäre Forschungsansätze, um komplexe gesellschaftliche Fragen zu bearbeiten. Stipendien ermöglichen Forschungsvorhaben und Auszeichnungen verschaffen dem akademischen Nachwuchs Aufmerksamkeit.

#### Forschungsinfrastrukturen und Messnetze
Die SCNAT identifiziert und bewertet wissenschaftliche Entwicklungen. Sie engagiert sich beim Unterhalt bestehender und bei der Schaffung neuer Forschungsinfrastrukturen. Im Auftrag des Bundes erarbeitet die SCNAT Roadmaps für naturwissenschaftliche Forschungsinfrastrukturen. Diese fliessen in die Schweizer Roadmap für Forschungsinfrastrukturen (FIS) des Staatssekretariat für Bildung, Forschung und Innovation (SBFI) ein. Diese Roadmap für nationale und internationale FIS im Interesse der Schweiz dient als Entscheidungsgrundlage dafür, welche finanzintensiven Forschungsanlagen der Bund fördern soll.
Die SCNAT koordiniert den Betrieb von Beobachtungssystemen des Bundes wie die Kryosphären-Messnetze und kommuniziert deren Erhebungen.

#### Erschliessung wissenschaftlicher Sammlungen
In der Schweiz lagern über 60 Millionen Objekte in naturwissenschaftlichen Sammlungen verteilt in allen Kantonen. Sie sind für die moderne Forschung jedoch kaum verwendbar, da sie lückenhaft bestimmt und klassifiziert und nur gerade 17 Prozent der Objektdaten digital erfasst sind. Die SCNAT setzt sich für den Erhalt und die Erschliessung von Archiven und Inventaren. Sie hat dazu das «Schweizer Netzwerk Naturhistorische Sammlungen» (SwissCollNet) lanciert, um zusammen mit Museen, Hochschulen und Botanischen Gärten die Grundlagen für die Digitalisierung und langfristige Verwaltung und Nutzung der Sammlungen zu schaffen.

#### Wissenschaftspolitik
Die SCNAT engagiert sich für gute Rahmenbedingungen für die Schweizer Wissenschaften. Sie vertritt deren Interessen gegenüber der Politik und arbeitet eng mit Wissenschaftsinstitutionen und Forschungsförderern zusammen. Zudem macht sie sich für die gleichberechtigte Forschungszusammenarbeit mit Schwellen- und Entwicklungsländern stark. Die SCNAT ist in die wichtigen internationalen Wissenschaftsnetzwerke und -programme eingebunden. Im Namen der Akademien der Wissenschaften Schweiz bringt sich die SCNAT im European Academies Science Advisory Council (Easac) ein, das die politischen Instanzen der Europäischen Union wissenschaftlich berät.

### Förderung einer nachhaltigen Gesellschaft
Die Naturwissenschaften stellen einen zentralen Pfeiler der kulturellen und wirtschaftlichen Entwicklung dar. Gemeinsam mit ihrem Netzwerk stärkt die SCNAT dieses Bewusstsein und fördert den Dialog zwischen der Wissenschaft und der Öffentlichkeit. Sie unterstützt die nachhaltige Entwicklung der Gesellschaft mit Fachwissen.

#### Politikberatung
Die SCNAT identifiziert Themen, die für die Gesellschaft und die Wissenschaft in Zukunft wichtig sein könnten. Sie beobachtet die Entwicklung neuer Technologien im Bereich der Naturwissenschaften und analysiert Chancen und Risiken. Sie berät die politischen Institutionen und trägt die Anliegen der Politik in die Wissenschaft.

#### Wissenschaftskompetenz
Die SCNAT fördert das wissenschaftliche Verständnis von Kindern und Jugendlichen und deren Interesse an den MINT-Fächern (Mathematik, Informatik, Naturwissenschaften, Technik). Sie trägt dazu bei, dem Mangel an gut ausgebildeten Fachkräften in gewissen Berufssparten zu begegnen. Sie unterstützt Schulen bei der Entwicklung der Lerninhalte und Lehrmittel, engagiert sich bei der Weiterbildung von Lehrern und vermittelt Fachleute.

#### Gesellschaftliche Transformation
Die SCNAT setzt sich dafür ein, dass die Ziele für eine nachhaltige Entwicklung der Uno (SDG) erreicht werden. Mit einer Initiative will sie die Nachhaltigkeitsforschung in der Schweiz stärken. Zusammen mit Experten aus Wissenschaft und Praxis hat sie dazu eine Forschungsagenda erarbeitet, die eine Orientierung für zukünftige Forschungsprojekte bieten und entsprechende Förderprogramme anregen soll. Verschiedene Fachgremien der SCNAT stellen aktuelles Wissen zu den Themen Klimaveränderung, Biodiversitätsverlust und Landschaftswandel bereit und bieten wissenschaftlich abgestützte Handlungsoptionen für Entscheidungsträger.

## Geschichte der SCNAT
Am 6. Oktober 1815 gründeten 32 Naturforscher in Mornex bei Genf die «Allgemeine Schweizerische Gesellschaft für die Gesammten Naturwissenschaften». Die Initiative ging vom Genfer Naturforscher und Apotheker Henri-Albert Gosse (1753–1816) und vom Berner Pfarrer und Naturforscher Jakob Samuel Wyttenbach (1748–1830) aus. Gegründet auf «möglichst liberale Grundsätze» und «ächt republikanische Gestaltung» sollten Amateure und Gelehrte eine «wissenschaftliche Republik» bilden. Ab 1817 hiess die Gesellschaft Schweizerische Naturforschende Gesellschaft (SNG). Der Name wurde 1988 in Schweizerische Akademie der Naturwissenschaften (SANW) sowie 2004 in den heutigen Namen geändert.

### Unterstützung durch den Bund
Der Schweizer Bundesstaat unterstützte die SNG ab 1860 zunehmend. Die 1860 gegründete Geologische Kommission koordinierte bis 1986 die Landesgeologie des Bundes. Weitere subventionierte Kommissionen waren die Geodätische (1861), die Meteorologische (1862), die Hydrometrische (1863) sowie einige Jahre später, 1878, die Erdbebenkommission oder 1899 die Geotechnische Kommission. Diese Kommissionen lieferten wissenschaftliche Grundlagen für den Aufbau staatlicher Infrastrukturen. Die geologischen Karten bildeten die Voraussetzungen für Eisenbahn- und Strassenbauprojekte des Bundes. Die meteorologischen und hydrologischen Forschungen verbesserten Wettervorhersagen und den Hochwasserschutz.
Die Aufgaben vieler Kommissionen wurden im 20. Jahrhundert vom Bund übernommen. Die Kommissionen waren damit Vorläufer heutiger Institutionen wie MeteoSchweiz, Schweizerischer Erdbebendienst oder von Abteilungen des Bundesamts für Umwelt (Bafu). Die Naturschutzkommission (1906–1938) der SNG war Wegbereiterin des organisierten Naturschutzes in der Schweiz. Sie gründete den Schweizerischen Nationalpark und zu dessen Finanzierung 1909 den Schweizerischen Bund für Naturschutz, heute Pro Natura.
In der Wirtschaftskrise der 1930er Jahre kürzte der Bund die Mittel der SNG. In dieser Krise entstand die Idee, einen «Zentralfonds» einzurichten, was 1952 zur Gründung des Schweizerischen Nationalfonds führte. Für die SNG hatte dies einen erheblichen Bedeutungsverlust zur Folge.

### Klima und Biodiversität
Seit 1982 ist die SNG als Organisation der Forschungsförderung im Forschungsgesetz aufgeführt. In den 1980er Jahren gewannen Fragen des Naturschutzes an Bedeutung. 1985 publizierte die SNG einen Bericht zum Waldsterben und gründete in der Folge 1988 die Schweizerische Kommission für Umweltbeobachtung (SKUB). Mit der 1981 gegründeten Kommission für Klima- und Atmosphärenforschung förderte die SNG die Beteiligung der Schweiz an den Klimaprogrammen der UNO. Als 1988 das Intergovernmental Panel on Climate Change (IPCC) startete, baute die Akademie das Forum ProClim auf. Dieses vernetzt die Klimaforschenden und fördert den Dialog in der Schweiz zum Klimawandel.
Im Nachgang der Biodiversitätskonvention der UNO-Konferenz von Rio de Janeiro 1992 gründete die Akademie 1999 das «Forum Biodiversität Schweiz». Dessen Zustandsberichte und Umsetzungsvorschläge waren wesentliche Grundlagen für die 2012 vom Bundesrat beschlossene «Strategie Biodiversität Schweiz» sowie seinem 2017 beschlossenen Aktionsplan Strategie Biodiversität Schweiz.

## Ehrenmitglieder
Personen, die sich um die Naturwissenschaften oder um die SCNAT in besonderer Weise verdient gemacht haben, können vom Vorstand zu Ehrenmitgliedern ernannt werden. Stand 2021 sind dies:
- Werner Arber, Mikrobiologe und Nobelpreisträger
- Peter Baccini, Naturwissenschaftler
- Gerhard Beutler, Astronom
- Daniel Cherix, Biologe
- Thierry Courvoisier, Astrophysiker
- Felix Escher, Lebensmitteltechnologe
- Martine Jotterand, Zellgenetikerin
- Peter Lippuner, Wissenschaftsjournalist
- Paul Messerli, Geograf
- Denis Monard, Mikrobiologe
- Claude Nicollier, Astrophysiker und Astronaut
- Hans Rudolf Ott, Physiker
- Felicitas Pauss, Teilchenphysikerin und ehemalige Vizepräsidentin der SCNAT
- Daniel Schümperli, Zellbiologe
- Marcel Tanner, Epidemiologe
- Heinz Wanner, Klimatologe
- Helmut Weissert, Geologe
- Iris Zschokke-Gränacher, Physikerin